# Comté de Meru
Le comté de Meru est l'un des 47 comtés du Kenya. Situé dans l'ancienne province orientale du Kenya, sa population est de 1,55 million d'habitants sur 6 936 km2. Le siège du comté est situé dans la ville de Meru. Le gouverneur  du comté est Kiraitu Murungi du Parti du Jubilé.  
Le comté de Meru touche 4 autres comtés ; le comté d'Isiolo au nord, le comté de Nyeri au sud-ouest, le comté de Tharaka-Nithi au sud-ouest et le comté de Laikipia à l'ouest. Il comprend neuf circonscriptions : Igembe Sud, Igembe Central, Igembe North, Tigania West, Tigania East, North Imenti, Buuri, Imenti Central et Imenti South .

## Ethnies
Le comté de Meru est le foyer du peuple Ngaa (Meru),  apparenté à d'autres ethnies vivant autour de la région du mont Kenya : le peuple Kikuyus, Embus et, dans une certaine mesure, le peuple  Kamba. D'autres populations installées sur la côte est du Kenya et le long de l'océan Indien, comme les Bajuni, Swahilis, Mijikenda et plus à l'intérieur des terres, les Taita, Taveta et vers l'ouest jusqu'au bord du lac Victoria, les Kisii et Maragoli ainsi que les Luhya, sont  liés au comté.

## Histoire
En 1992, l'ancien district de Meru est divisé en district central de Meru, district nord de Meru, district sud de Meru et district de Tharaka. En 1998, le district de Tharaka a de nouveau été divisé en district de Nithi et district de Tharaka. En septembre 2009, une décision de la Cour suprême juge la scission inconstitutionnelle, et les deux premiers districts sont regroupés dans le district de Meru, qui en 2010 devient le comté de Meru. De même, en 2010, les districts de Meru South, Tharaka et Nithi sont regroupés en district de Tharaka-Nithi, qui devient ensuite comté de Tharaka-Nithi. 

## Climat
Le climat du compté de Meru peut être décrit comme doux à chaud. La température varie de 16 °C pendant la saison froide à 23 °C pendant la saison chaude. Il reçoit en moyenne entre 500 et 2 600 mm d'eau de précipitation par an.

## Économie
Les habitants du comté vivent principalement de l'agriculture. La plupart pratiquent l'agriculture de subsistance, cultivant des aliments courants comme le maïs , les haricots , le sorgho , le millet et les fruits, principalement des mangues et des fruits de la passion. D'autres cultures comme le café et le thé sont transformées dans des usines voisines. La culture commerciale des fruits est encouragée par la fondation Nurture the Bill & Melinda Gates Foundation. 
En 2017, le PIB par habitant dans le comté était de 154 537 shillings kenyans (environ 3 086 dollars internationaux), ce qui le place au 19e rang place parmi les 47 comtés du pays.

## Population
Le comté de Meru est principalement peuplé de chrétiens. Bien qu'il y ait des croyants catholiques, presbytériens et anglicans, l'Église méthodiste possède le plus grand nombre de fidèles dans cette région. Les religions minoritaires sont l'islam et l'hindouisme. 
En 2014, le taux de fécondité était de 3,1 enfants par femme, le taux d'alphabétisation de 86,1 % pour les femmes et de 90,4 % pour les hommes entre 15 et 49 ans.
| Nom de la circonscription | Nombre de quartiers | Quartiers                                                            |
| ------------------------- | ------------------- | -------------------------------------------------------------------- |
| Imenti North              | 5                   | Municipalité, Ntima Est, Ntima Ouest, Nyaki Est, Nyaki Ouest         |
| Imenti South              | 6                   | Abogeta East, Abogeta West, Igoji West, Igoji East, Nkuene, Mitunguu |
| Imenti Central            | 4                   | Abothuguchi Central, Abothuguchi West, Kiagu, Mwanganthia            |
| Buuri                     | 5                   | Kiirua Naari, Timau, Kisima, Kibirichia, Ruiri Rwarera               |
| Tigania West              | 5                   | Kianjai, Nkomo, Mbeu, Akiithi, Athwana                               |
| Tigania East              | 5                   | Muthara, spécial, Karama, Kiguchwa, Mikinduri, Thangatha             |
| Igembe Central            | 5                   | Kangetra, Njia, Igembe Est, Akirang'ondu, Athiru Ruujine             |
| Igembe South              | 5                   | Akachiu, Kanuni, Kegoi Antobuchiu, Maua, Athiru Gaiti                |
| Igembe North              | 5                   | Amwathi, Naathu, Antubetwe Kiongo, Antuambui, Ntuene                 |
| Total                     | 45                  |                                                                      |

## Villages et agglomérations
- Ardencaple Farm
- Magado
- Nkumbo